# Conseil législatif de Hong Kong
Pour les articles homonymes, voir Conseil législatif.
7e législature
Complexe du conseil législatif (en)
Le Conseil législatif (en anglais : Legislative Council, couramment appelé LegCo ; en chinois traditionnel : 立法會 ; pinyin : Lìfǎ Huì ; cantonais Jyutping : Laap6 faat3 wui5) est l'organe législatif monocaméral de la région administrative spéciale chinoise de Hong Kong. Il est composé en majorité de membres non élus pro-Pékin. 

## Histoire
À la fin de la Première guerre de l'opium (1839 - août 1842), en  vertu du traité inégal, qu'est le Traité de Nankin, du 29 août 1842, la concession de Hong Kong est cédée par l'Empire mandchou à l'Empire britannique.
En 1843, une lettre patente de la reine Victoria, intitulée « charte de la colonie de Hong Kong », établit la première constitution de Hong Kong. Le texte autorise l'établissement d'un conseil législatif colonial, représenté alors par quatre membres officiels, choisis par le gouvernement britannique, afin de conseiller le gouverneur de Hong Kong dans l'administration de la colonie.
Après la signature de la déclaration commune sino-britannique sur la question de Hong Kong le 19 décembre 1984, les premières élections au conseil législatif ont lieu le 26 septembre 1985. Le scrutin est néanmoins indirect et ne concerne que 24 sièges sur les 46 que compte le Conseil.
En 1991, les premières élections législatives (en) permettent pour la première fois aux Hongkongais d'élire directement 39 des 60 membres de cette assemblée.
Afin de préparer la transmission de la souveraineté de Hong Kong du gouvernement britannique au gouvernement chinois, un Conseil législatif provisoire de Hong Kong est établi par le comité de préparation pour la Région administrative spéciale de Hong Kong de la République populaire de Chine lors d'une session de l'Assemblée nationale populaire de la République populaire de Chine en 1996.
Le Conseil législatif provisoire est mis en place en janvier 1997 et tient ses réunions à Shenzhen, avant d'être installé à Hong Kong, où il se substitue au Conseil législatif de la colonie lors de la rétrocession de celle-ci le 1er juillet suivant. Il est dissous le 30 juin 1998 et remplacé par le Conseil législatif issu des élections du 24 mai précédent. Depuis, six élections législatives ont eu lieu, les plus récentes le 19 décembre 2021.

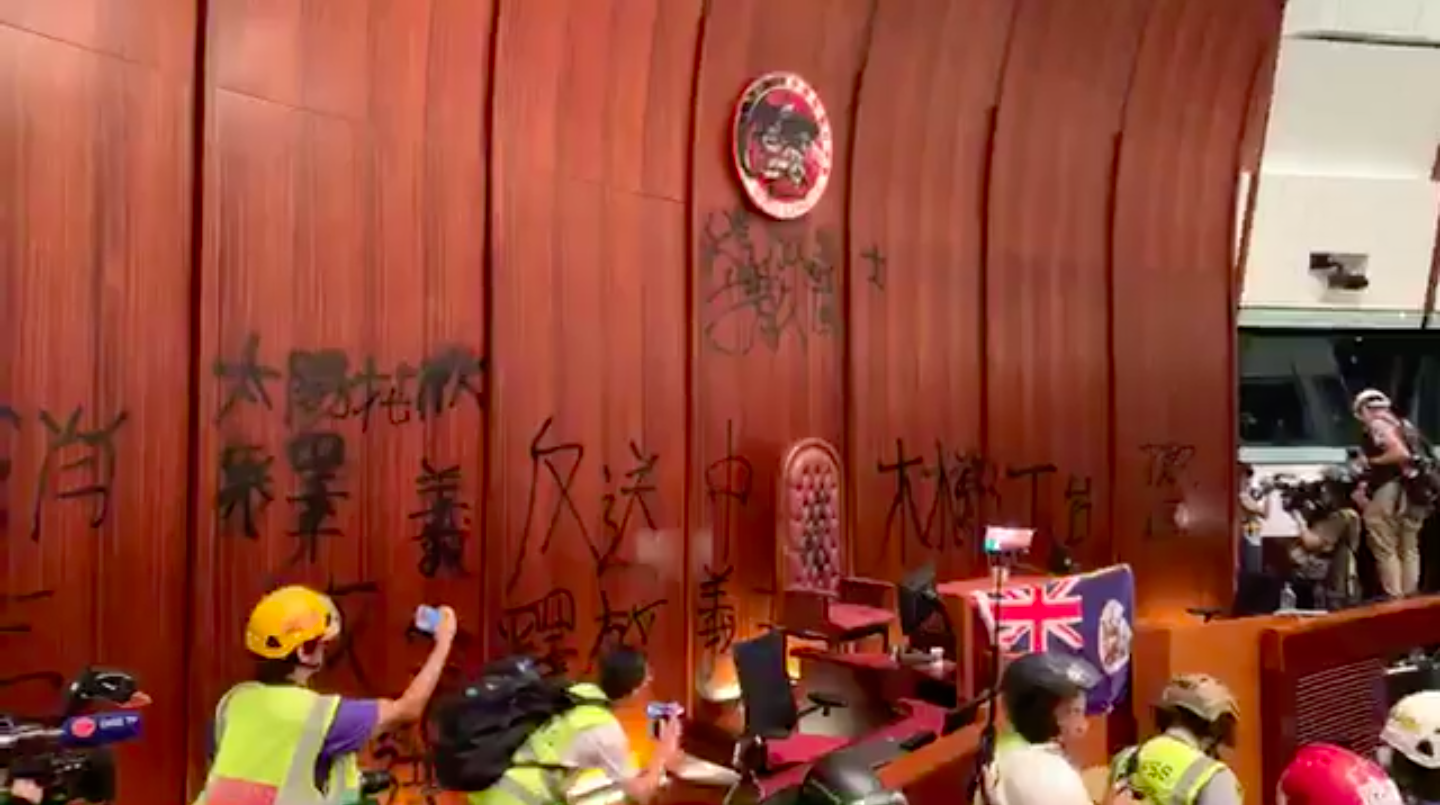
Occupation du Conseil législatif par des manifestants en 2019.

Le 1er juillet 2019, le bâtiment du Conseil est occupé pendant trois heures par des manifestants.
En 2021, d'après le presse, une réforme secrète du parlement changerait le nombre de sièges et leur attribution.

## Bâtiment du conseil législatif
Le conseil législatif de Hong Kong a été hébergé dans l'ancien bâtiment de la Cour suprême dans le district central de Hong Kong de 1985 à 2011. Ce bâtiment est aujourd'hui utilisé par la Cour d'appel final de Hong Kong.
Depuis 2011, le siège du conseil législatif se trouve au parc Tamar, à Admiralty. Le complexe du conseil législatif dispose d'une partie haute (bureaux des membres du conseil et du personnel du secrétariat) et d'une partie basse (bâtiment du conseil, salles de conférence dont celles de la chambre elle-même, bibliothèque, installations éducatives).
À la différence de nombreux autres organes législatifs actuels et passés du Commonwealth, le conseil législatif de Hong Kong ne possède pas de masse cérémonielle. Toutefois, les tribunaux de grande instance de Hong Kong utilisent une masse pour ouvrir les sessions, et elle représente l'autorité et les pouvoirs de la cour.

## Pouvoirs et fonctions
Les fonctions principales du Conseil législatif sont de voter, amender et abroger les lois, examiner et approuver les budgets, approuver les taxes et dépenses publiques et suivre le travail du Gouvernement. D'après l'article 73 de la loi fondamentale, le Conseil législatif dispose de pouvoirs supplémentaires pour ratifier la nomination et la révocation des juges de la Cour d'appel et du Premier Juge de la Haute Cour, et destituer le Chef de l’exécutif s'il commet un délit majeur ou néglige son travail.

## Composition
Depuis 2021, à la suite d'une réforme du système électoral effectué par l'Assemblée nationale populaire, le conseil est désormais composé de 90 sièges, dont seulement 20 sont pourvus par les électeurs au suffrage universel direct, les circonscriptions géographiques. 30 sièges sont pourvus au scrutin indirect par des groupes socioprofessionnels, la Circonscription fonctionnelle (en), et les 40 sièges restants par un comité des personnalités pro-Pékin, le Comité électoral (en). Les candidats doivent tous recevoir en amont une validation du Comité pour la sécurité nationale de Pékin qui atteste de leur "patriotisme" pour se présenter aux suffrages.
Avant 2021 le Conseil législatif est composé de 70 sièges pourvus tous les quatre ans selon un système mêlant suffrage universel direct et indirect. Sur ce total, 35 sièges sont ainsi pourvus par les électeurs au scrutin proportionnel plurinominal dans cinq circonscriptions électorales appelés « circonscriptions géographiques » (GC). Dans ces dernières, la répartition des sièges est faite selon la méthode du plus fort reste, à l'aide du quota de Hare. Les 35 sièges restants sont pourvus au scrutin indirect dans des circonscriptions dites fonctionnelles (FC) par plusieurs groupes socio-professionnels, dont 5 par une circonscription rassemblant les conseillers de districts, élus directement par la population au cours des élections locales,.
Le mandat d’un membre est de quatre ans depuis les élections de 2000. Lors de ces dernières, 24 ont été élus directement par les circonscriptions géographiques, 6 par un Collège électoral portant le nom de Comité électoral (en) et 30 élus dans les Circonscriptions fonctionnelles (en). En 2008 et 2004, 30 membres étaient élus au suffrage universel dans 30 circonscriptions géographiques (GC) et 30 issus de circonscriptions fonctionnelles (FC). D’après la Loi Fondamentale, si la méthode de formation du Conseil Législatif doit être spécifiée de manière graduelle et ordonnée, l’objectif est que tous les membres du conseil soient élus au suffrage universel.

## Circonscriptions

### Circonscriptions géographiques
Les circonscriptions géographiques (GC) attribuent 20 sièges au suffrage universel depuis 2021. Le système de vote adopté dans les circonscriptions est une forme de scrutin proportionnel plurinominal utilisant le quota de Hare pour l’attribution des sièges.
Ce système est la forme de proportionnelle la plus utilisée et permet de faciliter la formation d'un organe législatif représentatif. Il y avait 4,47 millions d’électeurs enregistrés pour le scrutin de 2021.
| Circonscriptions Géographiques | Nombre de Sièges | Nombre de Sièges | Nombre de Sièges | Nombre de Sièges | Nombre de Sièges | Nombre de Sièges |
| Circonscriptions Géographiques | 1998             | 2000             | 2004             | 2008             | 2012             | 2016             |
| Île de Hong Kong               | 4                | 5                | 6                | 6                | 7                | 6                |
| Kowloon Est                    | 3                | 4                | 5                | 4                | 5                | 5                |
| Kowloon Ouest                  | 3                | 4                | 4                | 5                | 5                | 6                |
| Nouveaux Territoires Est       | 5                | 5                | 7                | 7                | 9                | 9                |
| Nouveaux Territoires Ouest     | 5                | 6                | 8                | 8                | 9                | 9                |
| Total                          | 20               | 24               | 30               | 30               | 35               | 35               |

### Circonscriptions fonctionnelles
Il y a 35 sièges pour les Circonscriptions fonctionnelles (en) dans le Conseil Législatif (30 en 2008), qui représentent les différents secteurs de la communauté considérés comme ayant un rôle crucial dans le développement de Hong Kong.
27 circonscriptions fonctionnelles disposent d'un siège, avec un système de scrutin uninominal majoritaire à un tour, où un votant n’a le droit qu’à une voix, à l’exception des CF des Heung Yee Kuk, Agriculture et Pêche, Assurance et Transport où un système de vote alternatif est utilisé en raison du faible nombre d’électeurs (239 724 en 2016). Dans le système de vote alternatif ou préférentiel, un électeur doit indiquer des préférences plutôt qu’une approbation/désapprobation ou un choix unique.
| - Heung Yee Kuk - Agriculture et Pêche - Assurance - Services Financiers - Transport - Comptabilité - Finance - Éducation - Droit - Technologies de l’Information - Médecine - Services de Santé - Ingénieurs - Architecture, bureaux d’études et de planification - Immobilier et Construction | - Sécurité Sociale - Tourisme - Commerce (premier) - Commerce (second) - Industrie (premier) - Industrie (second) - Import et export - Vente en gros et détail - Textiles et vêtements - Sport, arts, culture et édition - Restauration - Conseil de district (premier) |

1 circonscription fonctionnelle dispose de trois sièges : la CF ouvrière. Un électeur peut enregistrer jusqu’à trois votes (scrutin majoritaire plurinominal).
Il y a 5 sièges pour les conseils de district, dits secondaires, créés en 2012. Les modalités de scrutin pour ces sièges sont celles de la proportionnelle.

## Présidence
De la création du Conseil législatif en 1843 à 1993, le gouverneur en était le président et un membre à part entière. Jusqu'en 1917, il devait agir sur les conseils mais pas nécessairement le consentement du Conseil législatif. La lettre patente de 1917 a changé ce fonctionnement en obligeant le gouvernement à agir sous les « conseils et l'accord » du Conseil législatif.
À partir de 1993, la fonction de président est exercée par un membre du Conseil élu par ses pairs.

## Membres du Conseil législatif
Le Conseil législatif est principalement composé de citoyens chinois, résidents permanents de Hong Kong, sans droit de résidence dans aucun autre pays. Toutefois, les résidents permanents de Hong Kong qui n’ont pas la nationalité chinoise ou disposent d’un droit de résidence à l’étranger peuvent aussi devenir membres, à condition que la proportion de tels membres ne dépasse pas 20 % du total du Conseil législatif.

### Développements constitutionnels
Les 3 et 5 mars 2011, une majorité aux deux-tiers du conseil législatif de Hong Kong a accepté les motions du gouvernement concernant une modification du système de scrutin du chef de l’exécutif et du conseil législatif. L’amendement concernant le chef de l’exécutif prévoit d’augmenter le nombre de sièges de chaque secteur du collège électoral à 300, d’allouer les sièges supplémentaires entre les différents secteurs et de faire des changements liés aux secteurs des conseils de district et de la médecine. L’amendement concernant le conseil législatif vise à élargir celui-ci en y ajoutant cinq sièges issus des circonscriptions géographiques, et en créant une nouvelle circonscription fonctionnelle de cinq sièges pour les conseils de district et d’autres changements liés à l’élection du conseil législatif.

### Mécanisme de remplacement des membres du conseil législatif démissionnaires
En janvier 2010, cinq membres du Conseil appartenant chacun a une circonscription géographique ont démissionné afin de déclencher des élections pour créer un référendum de facto. Ils ont remporté les élections intermédiaires et ont tous été réélus. À la suite de cela, le gouvernement a proposé un système de remplacement où un départ au milieu d’un mandat du Conseil législatif serait remplacé par le premier candidat non éligible de la liste disposant du plus grand nombre de votes restants. L’opinion publique a montré des réserves sur la mesure en demandant que le gouvernement conduise une enquête publique puisque celle-ci conduit à une modification des droits des électeurs. En juillet 2011, le gouvernement a publié un document de travail dans lequel quatre options sont proposées pour le remplacement des membres du Conseil législatif.

## Procédures de vote des lois et motions
Par tradition, le président ne prend pas part au vote. Toutefois, cette convention n’est pas inscrite dans la constitution.
Les lois et motions proposées par des membres doivent être validées par la majorité des membres issus des GC et la majorité des membres issus des FC. Ce système, n’est toutefois pas applicable aux lois et motions du gouvernement, pour lesquelles une majorité simple est suffisante.
Un amendement à la Loi fondamentale nécessite une majorité des deux tiers, peu importe le résultat dans chacun des deux groupes de circonscriptions. Après passage au Conseil, l’amendement à la Loi fondamentale doit aussi obtenir l’accord de deux tiers des députés hongkongais à l’Assemblée nationale populaire et l’accord du chef de l’exécutif qui dispose ainsi d’un droit de veto.

## Disposition des sièges
Dans une réunion du Conseil normale, les membres sont assis à gauche devant le siège du président. Les trois rangées de droite sont réservées aux représentants du gouvernement et aux autres personnalités assistant à la réunion.
Lorsque le conseil occupera ses nouveaux locaux, les membres s’assiéront face au président et aux huissiers du Conseil législatif dans un arc de cercle.

## Huissiers du Conseil législatif
Les services aux Membres étaient à l’origine fournis par le Bureau du Greffier du Conseil Législatif, qui faisait partie du Secrétariat du Gouvernement. D’autres unités administratives comme le Secrétariat des Membres Non-Officiels des Conseils Législatifs et Exécutifs (UMELCO) ont par la suite contribué, du fait du volume de travail grandissant du Conseil.
Avec la création de l’UMELCO en 1963, les huissiers furent secondés par l’UMELCO pour aider les membres à gérer les requêtes du public et construire des relations publiques avec la communauté Hongkongaise. Durant leurs détachements, les huissiers ne prenaient d’ordre que de la part des membres du conseil. La pratique est restée lorsque le Bureau des Membres des Conseils Législatifs et Exécutifs (OMELCO) a remplacé l’UMELCO en 1986. En 1991, le Secrétariat de l’OMELCO fut créé, avec pour résultat la séparation complète entre les membres du Conseil Législatif et ceux du Conseil Exécutif. L’OMELCO fut par conséquent renommée Bureau des Membres du Conseil Législatif (OMLEGCO).
La Commission du Conseil Législatif, un organe juridique indépendant du gouvernement, fut créée par l’Ordonnance de la Commission du Conseil Législatif le 1er avril 1994. Cette commission intégra le support administratif et les services au Conseil du Bureau du Greffier du Conseil Législatif et du Secrétariat de l’OMELGCO en un Secrétariat du Conseil Législatif indépendant. Cette commission a remplacé tous les fonctionnaires par du personnel contractuel lors de la session 1994-1995.
À l’heure actuelle, le Secrétariat, dirigé par le Secrétaire Général, fournit le support administratif et d’autres services au Conseil via ses dix divisions. En plus d’être directeur exécutif du Secrétariat, le Secrétaire Général est aussi Greffier au Conseil Législatif et conseille le Président sur tous les sujets liés aux procédures du Conseil.